# Schlotheimia rusbyana
Schlotheimia rusbyana là một loài rêu trong họ Orthotrichaceae. Loài này được Müll. Hal. ex E. Britton mô tả khoa học đầu tiên năm 1896.